# آرورا (آرکانزاس)
آرورا (به انگلیسی: Aurora) یک محدوده ثبت‌نشده در ایالات متحده آمریکا است که در شهرستان مدیسون واقع شده‌است. آرورا ۴۱۳٫۰۱ متر بالاتر از سطح دریا واقع شده‌است.